# Ylöjärvi
Ylöjärvi – miasto i gmina w Finlandii w regionie Pirkanmaa (dawniej prowincja Finlandia Zachodnia). Pod koniec roku 2016 gmina liczyła 32 738 mieszkańców.

## Miasta partnerskie
- Arvika
- Balatonföldvár
- Kongsvinger
- Skive
- Saku
- Wysznij Wołoczok
- Kareda
- Saare
- Skinnskatteberg

Źródło: